# Nu aștepta prea mult de la sfârșitul lumii
Nu aștepta prea mult de la sfârșitul lumii (în engleză Do Not Expect Too Much from the End of the World) este un film satiric absurd⁠(d) din 2023, scris și regizat de Radu Jude. Filmul o are în rol principal Ilinca Manolache, iar în rolurile secundare pe Nina Hoss și Uwe Boll. El este o coproducție între România, Croația, Franța și Luxemburg.
Filmul a avut premiera la competiția principală a Festivalului de Film de la Locarno din 2023, unde a primit aprecierile criticilor și Premiul Special al Juriului. Nu așteptați prea mult de la sfârșitul lumii a fost proiectat apoi la Festivalul Internațional de Film de la Toronto din 2023 și la Festivalul de Film de la New York din 2023. Pe 8 septembrie 2023 a fost selectat ca propunerea românească la categoria Cel mai bun lungmetraj internațional pentru cea de-a 96-a ediție a Premiilor Academiei. 

## Rezumat
Filmul a fost descris ca o „poveste cinematografică și economică în două părți: suprasolicitată și prost plătită, Angela merge cu mașina prin București pentru a filma pentru un „video cu siguranță la locul de muncă” comandat de o companie multinațională”. Acest proces constă în principal în intervievarea lucrătorilor răniți pentru a acoperi implicarea companiei în rănirea lor, lucru care este dezvăluit de unul dintre cei intervievați. Frustrările acestei slujbe o determină pe Angela să înceapă să transmită pe Tiktok ca un influencer masculin detestabil și provocator de tip Andrew Tate, folosind un filtru video⁠(d) pentru a-și ascunde identitatea. Filmul conține filmări (uneori puse în slow motion⁠(d) sau cadru fix) ale unui film din 1981 despre o femeie șofer de taxi din București (Angela merge mai departe, de Lucian Bratu). În zilele noastre, Angela vizitează multe dintre locațiile folosite în filmul din 1981 și sunt incluse și filmările și conținutul propriilor videoclipuri. A doua secțiune, mult mai scurtă, a filmului constă în filmarea videoclipului campaniei de promovare a siguranței în fața intrării în fabrica angajatului ales.

## Distribuție
- Ilinca Manolache ca Angela
- Nina Hoss ca Doris Goethe
- Katia Pascariu
- Sofia Nicolaescu
- Uwe Boll ca el însuși
- László Miske ca Gyuri
- Ovidiu Pîrsan
- Dorina Lazăr ca Angela
- Alex M. Dascalu ca Dan Trofăilă

## Producție
Titlul provine dintr-un aforism al lui Stanislaw Jerzy Lec. Filmul este cel mai lung film de ficțiune al lui Jude de până acum.

## Lansare
Nu așteptați prea mult de la sfârșitul lumii a avut premiera la Festivalul de Film de la Locarno din 2023 pe 4 august 2023, unde a primit Premiul Special al Juriului. De asemenea, a fost invitat la cel de- al 28-lea Festival Internațional de Film de la Busan în secțiunea „Icon” și a fost proiectat pe 5 octombrie 2023.
Serviciul de streaming Mubi a achiziționat toate drepturile filmului pentru SUA, precum și drepturile de streaming în Canada, Germania, Țările de Jos, India, Turcia și America Latină. Filmul a fost lansat pe Mubi pe 4 mai 2024.
Filmul a fost lansat în cinematografe în România pe 27 octombrie 2023.

## Recepție
În recenzia sa pentru The Guardian, Peter Bradshaw a descris Nu așteptați prea mult de la Sfârșitul Lumii astfel: „Un colaj eseu-film-slash-comedie neagră care lovește din toate unghiurile în viața modernă.” Matthew Joseph Jenner, scriind pentru International Cinephile Society, a declarat că filmul este „o capodoperă cu adevărat ambițioasă, frumos complexă și profund convingătoare a postmodernismului pur ludic, care nu a fost niciodată mai urgent necesară decât este în momentul de față”.  Martin Scorsese consideră că acest film „ia conținutul politic, cinema-ul, moralitatea, lipsa de moralitate, toate pe ecran și apoi le sparge într-o mie de bucăți și deodată vezi lumea altfel”. Filmul a primit, de asemenea, recenzii pozitive în Indie Wire, Le Monde, DMovies, Screen Daily și Deadline,  printre altele.
Nu așteptați prea mult de la sfârșitul lumii s-a clasat pe locul șapte în topul celor mai bune 10 filme din 2023 în Cahiers du Cinéma. Realizatorii de film Joanna Arnow și Todd Field au clasat filmul drept unul dintre preferatele lor din 2024.